# Palazzo imperiale di Massaua

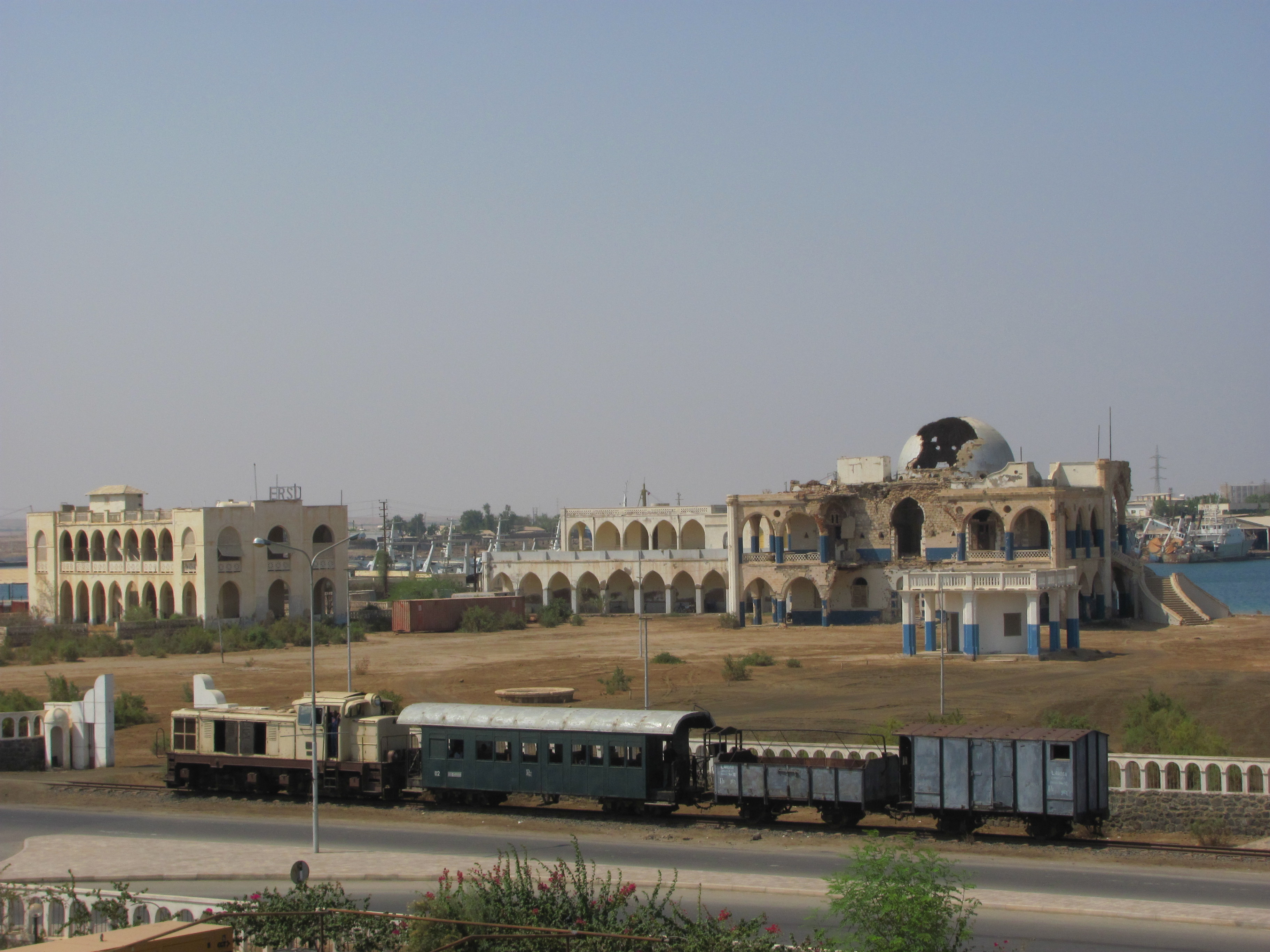
Il palazzo imperiale e, in primo piano, la ferrovia Massaua-Asmara

Il Palazzo imperiale di Massaua è un edificio in rovina sulla punta settentrionale dell'isola di Taulud a Massaua, in Eritrea.

## Storia
Il nucleo del complesso architettonico risale al periodo ottomano e fu costruito da Özdemir Pascià nel XVI secolo. L'attuale edificio risale al 1872-1875 ed è stato costruito da Werner Munzinger e ha ricevuto l'aspetto attuale sotto il dominio coloniale dell'Eritrea italiana. L'ultimo residente fu l'imperatore Hailé Selassié. La porta è ancora adornata con i suoi leoni araldici.
Il palazzo è stato gravemente danneggiato durante la guerra d'indipendenza dell'Eritrea (1962-1991) ed è ora lasciato volutamente in rovina, come simbolo della vittoria dell'Eritrea sull'Etiopia. Il palazzo fa da sfondo alle celebrazioni annuali della vittoria a Massaua.

## Architettura
L'edificio presenta due piani fuori terra, ognuno dei quali ha quattro sale ad angolo disposte intorno a un salone ottagonale e separate fra loro da gallerie a croce. L'esterno  è caratterizzato da loggiato con archi in stile arabo, una cupola snella e uno scalone esterno a tenaglia, che conferisco un aspetto leggero e in movimento. Sull'asse della cupola era stabilita l'origine delle coordinate delle mappe della Colonia Eritrea.

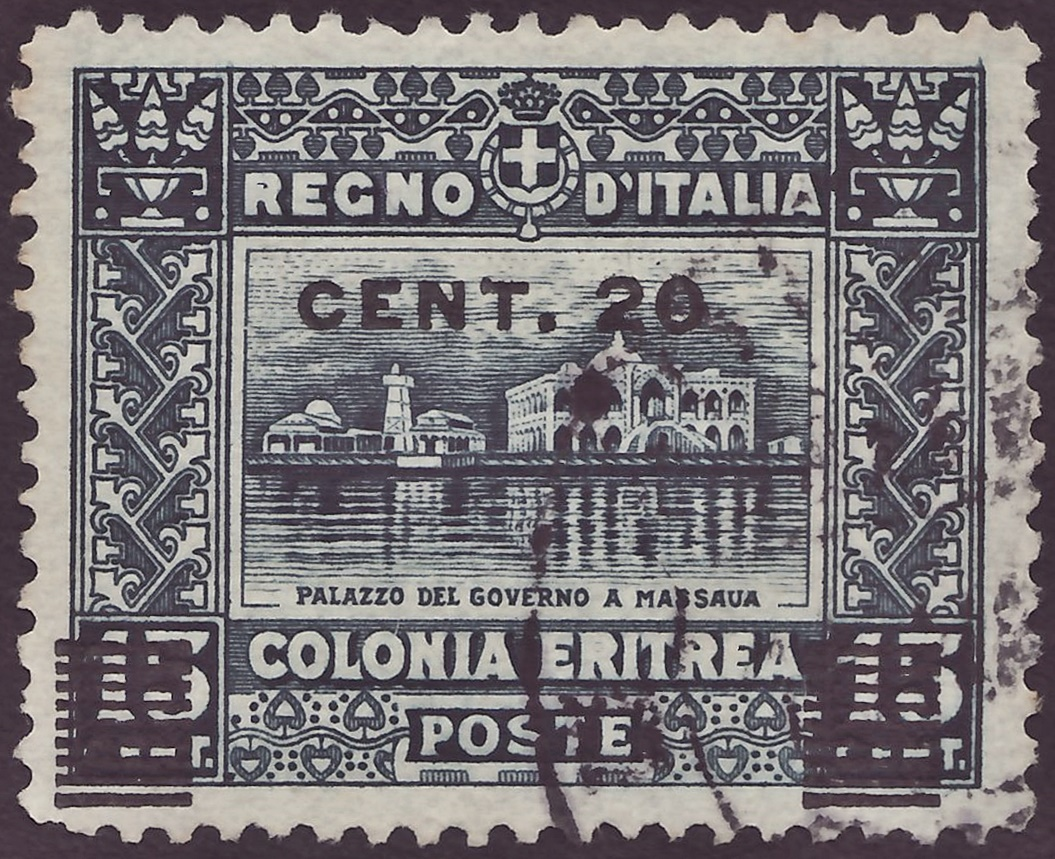
Francobollo coloniale italiano
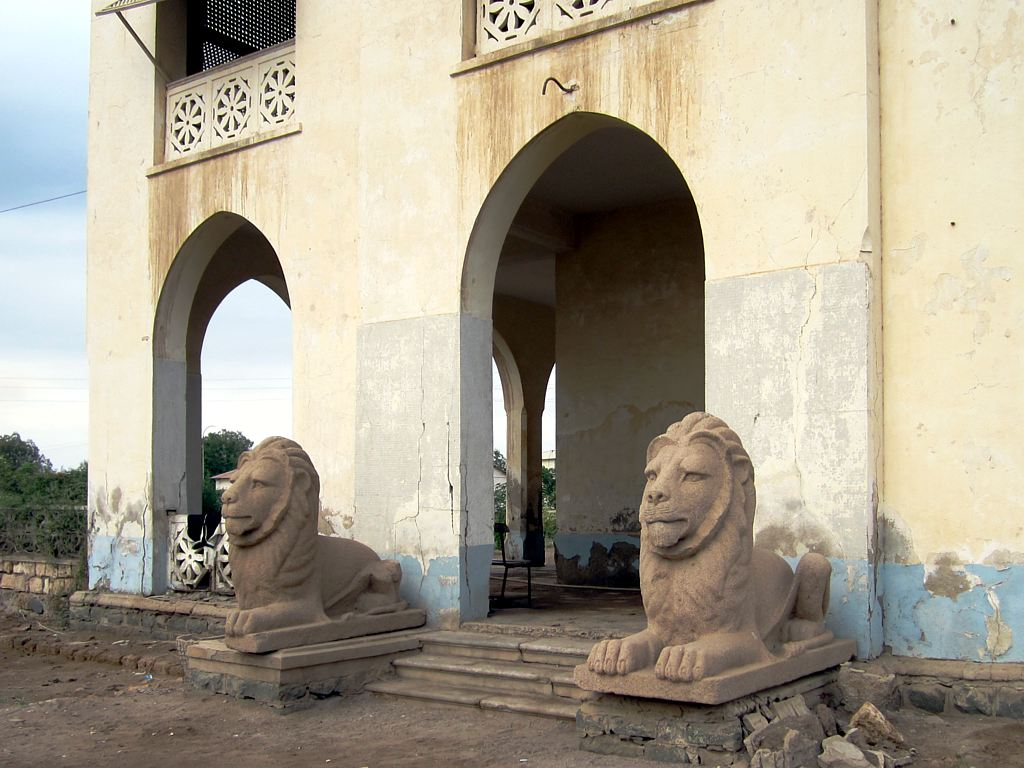
Leoni araldici
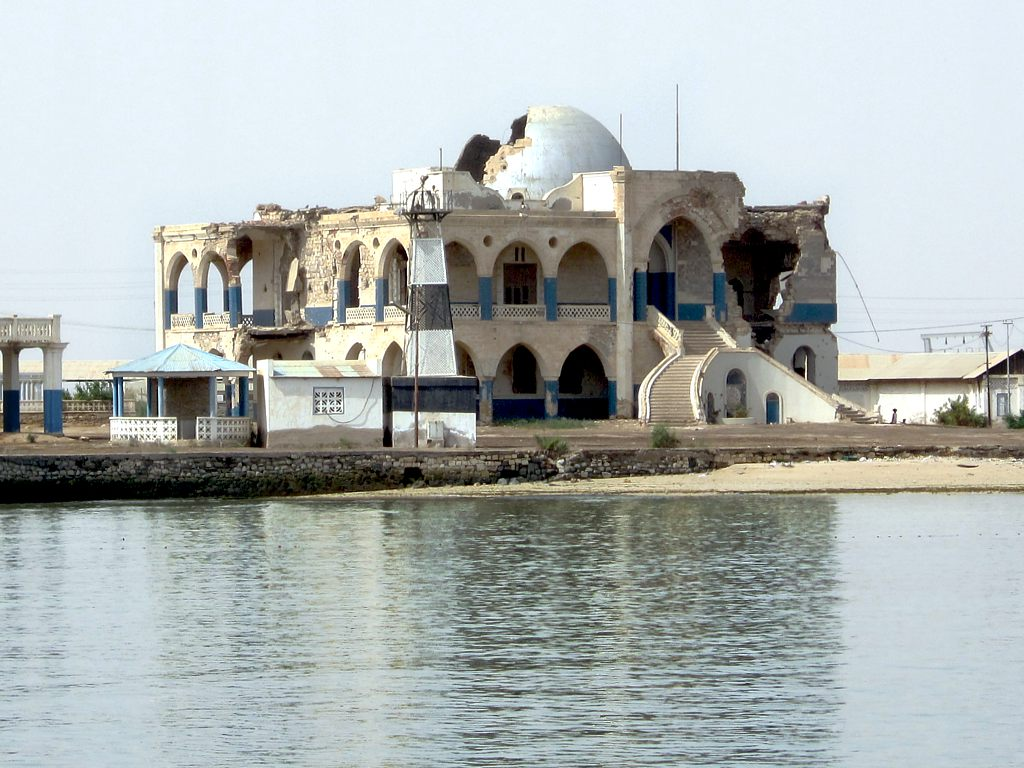
Palazzo dal lato dello scalone